# A.V.S. Fratellanza Popolare di Peretola
(slogan Fratellanza Popolare di Peretola)
L'Associazione Volontaria Soccorso - Fratellanza Popolare di Peretola è un'associazione di volontariato senza fini di lucro
Fondata nel 1900, fa parte dell'Associazione nazionale delle pubbliche assistenze, ed è legata alla vita sociale del quartiere dove opera; Peretola. La sua sede è in via di Peretola 68 a Firenze.

## Storia

### Assistenza nel comune di Brozzi
Nel Medioevo si hanno notizie di piccoli ospedali, organizzati all'interno delle parrocchie o in edifici collegati ad esse gestiti da compagnie religiose: come nella chiesa di Santa Maria a Novoli citata per il 1162; da Marsilio Ficino nel 1473, del 1188 è la notizia di un nosocomio presso la chiesa di Santo Stefano in Pane di Rifredi. Nel 1253, come scrive il Carocci, venne aperto un ospedale presso il convento di Santa Croce all'Osmannoro gestito dagli eremitani con la protezione di Alessandro IV e più, nel 1305 la famiglia Spini allargò lo spedale per accogliervi più pellegrini e passanti colpiti da febbre. Del 1309 è la notizia di un ospedale gestito dalla chiesa di San Biagio a Petriolo.
A San Donnino vi erano istituzioni benefiche come: l'oratorio di Giovanni Battista al Santuccio, la Compagnia di san Jacopo la quale aveva un piccolo nosocomio dedicato a san Jacopo e Filippo.

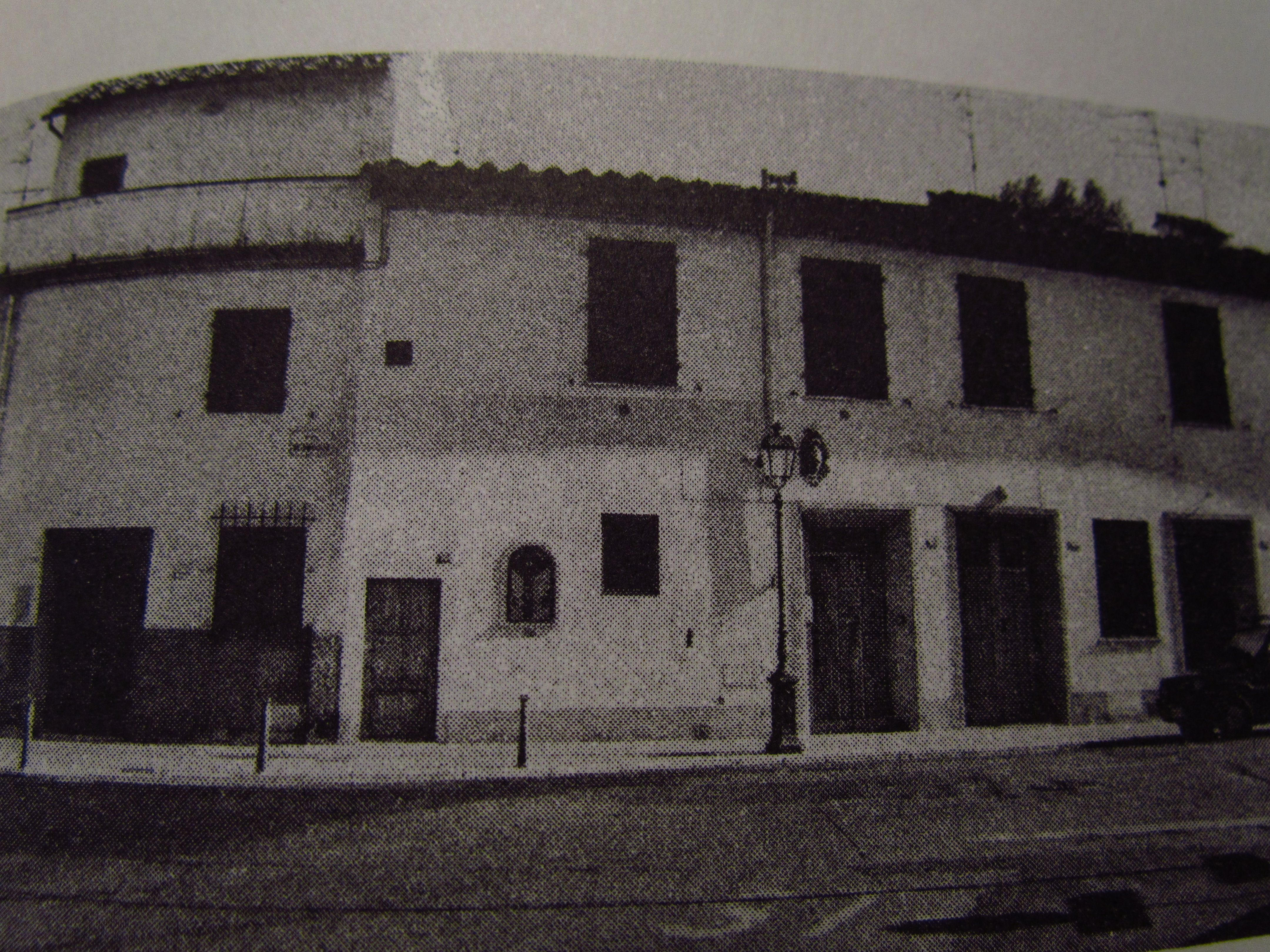
L'ex spedale san Luca, via di Brozzi 453. Campeggiava lo stemma mediceo quale omaggio ai granduchi

A Brozzi esistevano due ospedali: uno nell'oratorio di santa Lucia del quale si ha notizia verso il XV Secolo, l'altro, più importante, intitolato a san Luca fu eretto dalla famiglia Cavalcanti, esiliata da Firenze per ragioni politiche, l'ospedale passò ai capitani di parte guelfa. Altre notizie si hanno verso il 1641 quando ospedalingo all'ospizio fu eretto Bartolomeo fu Benedetto Fei per susseguirsi membri della famiglia Vescovini gestendolo a proprie spese pagandone l'affitto all'ufizio del Bigallo diventandone infine proprietari.
Una delle strutture ospedaliere maggiori di Firenze Santa Maria Nuova nel 1449 prese il patronato della chiesa di Santa Maria a Peretola ma a livello assistenziale non portò beneficio alcuno nella zona: servi solo da amministrazione dei possedimenti che l'arcispedale aveva nel circondario fiorentino.
Francesco Redi, nella novella Il gobbo di Peretola ironizza sull'ignoranza del popolo nell'essere ancora curato con metodi legati alla superstizione o alla stregoneria anche all'interno degli ospizi stessi.
La famiglia Pasquali, proprietari del Torrione e curatori della famiglia granducale medicea non riversarono sul territorio questa illustre presenza. Solo in presenza di grandi epidemie si presentavo i magistrati della sanità che esercitavo esclusivamente in città. Nell'anno 1854 durante un'epidemia di colera che travolse la Toscana alcuni medici svolsero servizio per la popolazione secondo le direttive del Granduca Leopoldo II, l'epidemia duro fino alla fine del 1856, aggravata in quel periodo dal ristagno delle acque dell'Arno dopo un'alluvione.
Una pubblicazione diffusasi durante l'epidemia di Roma nel 1837 rileva una terapia di: s"pirito di canfora, coverture calde, leggeri strofinazioni di spirito canforato all'estremità. Bibite semplici e qualche pezzetto di neve."
Il 23 febbraio del 1896 fu eretto, da religiosi, l'ospizio di Peretola. Il quale il 7 giugno del 1903 sospese il servizio e venne esaminato da una commissione d'inchiesta voluta dal comune di Brozzi (26 luglio 1903) per via del cattivo stato dei locali, degli ospiti e delle finanze. Giungendo con delibera comunale alla chiusura dell'opera pia per mancanza di fondi.

### Associazionismo e la fondazione dell'S.V.S.
Al fine dell'Ottocento la concezione d'assistenza medica cambiò sfuggendo alle antiche compagnie religiose lasciando spazio alle nuove istituzioni laiche fondate da anarchici e socialisti. Fu in questo contesto storico che s'inserisce la fondazione della Società Volontaria Soccorso di Peretola (1900).
Dalla ricchezza delle tante associazioni di natura cattolica nel territorio ramificata in una popolazione progressista e orgogliosa positivamente già dal Medioevo, all'inizio del XX secolo si contavano già due associazioni per il mutuo soccorso di natura repubblicana e simpatizzanti al socialismo nella zona: Società Corale di Mutuo Soccorso di Peretola, Petriolo e Quaracchi e la Società di Mutuo Soccorso di Peretola, Petriolo e Quaracchi. L'intento era quello di dimostrare come la popolazione volesse riscattarsi dopo tanto paternalismo ecclesiastico, alla sua maturità.
«Art.11 - Ogni socio effettivo dopo un anno dall'ammissione e dal regolare pagamento della tassa [...], che a giudizio di un medico lo inabili al lavoro avrà diritto alla sovvenzione di Lire Una al Giorno.
Art.12 - Qualora la malattia continui oltre Mesi Tre la sovvenzione è mantenuta ma ridotta a Centesimi Settantacinque.
Art.19 - Ogni socio che per grave malattia avesse bisogno dell'assistenza notturna, gli altri soci, in turno regolare di due, saranno obbligati alla detta assistenza [...].
Art.33 - Potrà considerarsi cronico chi ha mantenuto una malattie di Mesi Tre [...], purché sia provata l'assolutà inabilità a qualunque industria o mestiere.
Art.83 - In caso di morte di un Socio allo Spedale la Società obbliga di elargire la somma di Lire 20, essendo nell'impossibilità di potere rendere l'ultimo tributo d'affetto al Socio estinto»
Col decreto prefettizio nel 1878 vengono chiuse ed arrestati i componenti, in quanto anarchici, della Sezione Internazionale di Peretola - Brozzi, nel 1898, l'11 maggio, vengono diffidate le sezioni: Associazione elettorale socialista di Peretola e del Gruppo Repubblicano di Petriolo - Brozzi.
In questi anni il comune di Brozzi era in difficoltà per quanto riguarda il trasporto dei malati agli ospedali cittadini, vi era un servizio di trasporto effettuato dal Comune di Campi Bisenzio; ma i tempi per i soccorsi erano troppo lunghi. Nel 1897 il comune dispone l'acquisto di un carro lettiga da affidare ad una delle due associazioni che operavano nel territorio: una laica e l'altra clericale, che lavoravano in concorrenza. La maggior parte dei comitati popolari dell'epoca chiedevano contributi verso l'associazione laica, che il consiglio comunale decise di dotarla del carro lettiga.
Il 24 settembre 1900 venne inaugurata la Società Volontaria Soccorso di Peretola, i soci fondatori furono:
- Cecchi Guido
- Matteini Tullio
- Cialdini Augusto
- Baldi Gino
- Minghetti Alfonso
- Palloni Roberto
- Galli Umberto
- Baldi Pilade
- Moggi Guido
- Veloci Giuseppe
- Capaccioli Manlio
- Boretti Armando
- Ciaranfi Armando
- Landi Ferdinando
- Palchetti Tebaldo
- Papucci Pirro
- Vettori Gino
- Galli Ireneo
- Bacci Attilio

### Adesione della popolazione
La prima sede della nuova società fu in via di Peretola 112 (all'epoca denominata Strada Regia Pratese) al "fabbricone", probabilmente il vecchio 0spizio, ove veniva pagato un affitto di lire 30 all'anno.

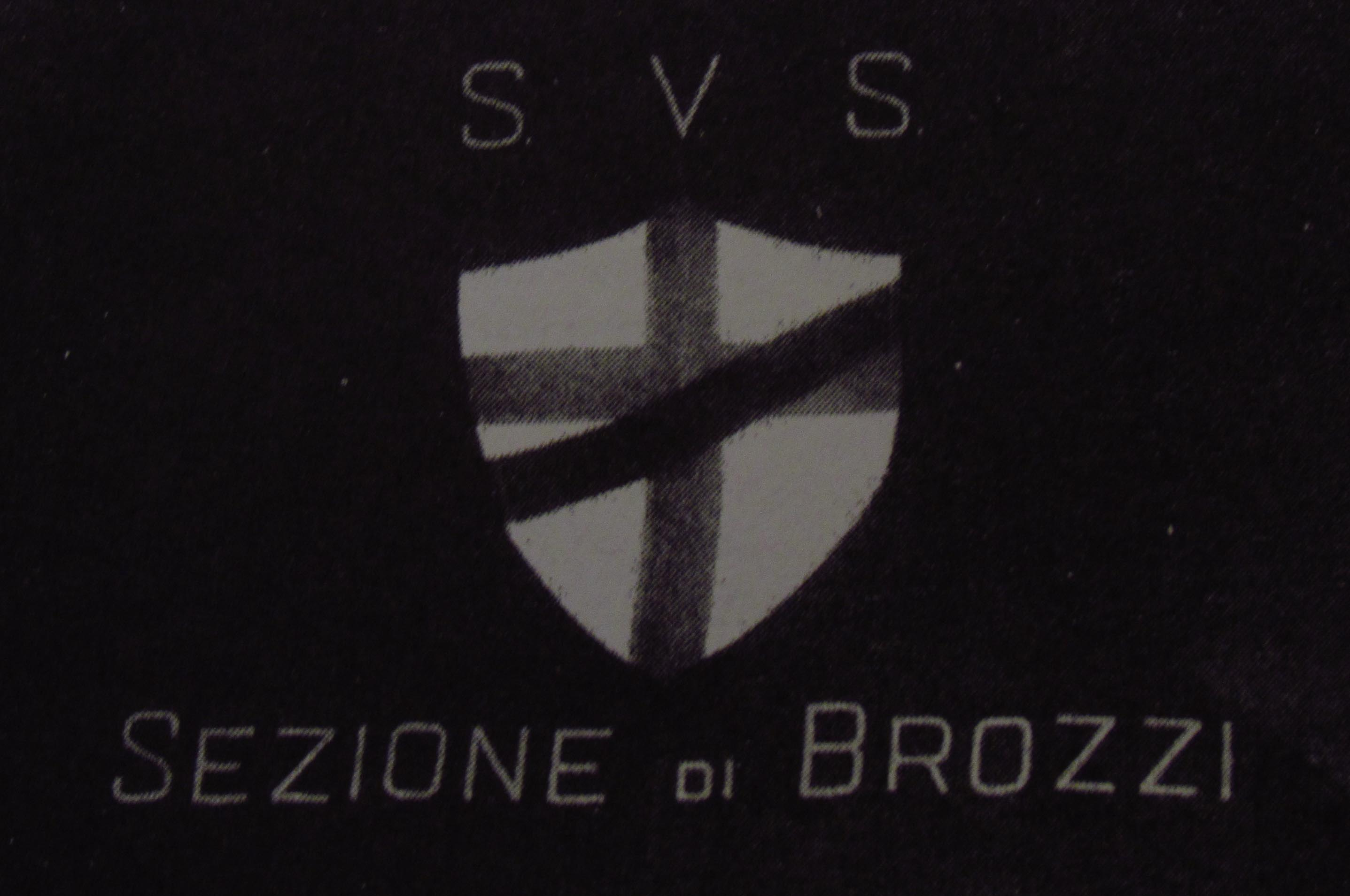
Lo stemma dell'A.V.S. sezione di Brozzi

Notevole fu l'adesione della popolazione, le quote associative (10 centesimi per uomo e 5 centesimi per donna) avevano cadenza mensile. Il primo problema fu quello del trasporto delle persone ammalate e inferme agli ospedali cittadini, il primo carro lettiga affidato dal comune di Brozzi era ormai insufficiente al numero di richieste così, la società elargì azioni a fondo perduto per l'acquisto si un nuovo carro lettiga costituendo al suo interno il Comitato per il carro lettiga di San Cristofano, Peretola, Petriolo e Quaracchi. Da lì a breve venne acquistato il nuovo carro lettiga dalla ditta Trinci di Pistoia per lire 1500, che venne inaugurato il 26 novembre 1909, la concezione laica dell'associazione si scontra con la realtà cattolica locale. In occasione della inaugurazione del nuovo carro lettiga si pone il problema se benedirlo o no. La richiesta di benedizione è di don Martini rappresentante della società cattolica, da parte della presidenza e del consiglio vi fu, per statuto, il volere d'estraniare la politica e la religione dalla società, quindi il carro non venne benedetto.
Alla luce delle esperienze pratiche sul servizio d'assistenza scaturì la necessità di tutelare i militi addetti al servizio e soccorso, a tale proposito nel 1904 venne redatto uno statuto che, prevedendo una cassa mutua, garantiva contro eventuali infortuni durante le prestazioni volontarie.
Nel 1905 la società creò due distaccamenti mediante squadre di militi a Brozzi e a San Donnino, mentre nel 1907 in via dei Vespucci 255 per la spesa di lire 2000 venne acquistata una casa per aprire la nuova sede della S.V.S.
La situazione sanitaria di Brozzi non era delle migliori: la miseria economica che affliggeva gran parte della popolazione, lo sfruttamento dei lavoratori con turni anche di dodici ore senza alcuna assistenza, intere famiglie soffrivano di tubercolosi e a queste costanti si aggiungevano periodicamente epidemie mal combattute con mezzi di allora. L'associazione all'epoca svolgeva il servizio di trasporto solo con mezzi trainati a mano, tanto che in breve tempo riuscì ad avere a disposizione tre carri lettiga e finalmente uno a cavalli, nel 1921, il 20 ottobre, fu l'anno dell'avvento a Peretola del primo automezzo.

### Durante il fascismo
Durante il ventennio fascista si creò un vuoto nell'attività sociale; nel 1930 infatti quelle associazioni dedite all'assistenza pubblica prive di personalità giuridica vennero soppresse e i beni incamerati nella Croce Rossa Italiana, nell'ambito cittadino si salvò quella di Peretola che dovette comunque sopportare l'intromissione del fascismo. Il 2 maggio 1938 i fascisti prendono il controllo dell'associazione con la nomina di Elio Cecchi, noto fascista di Petriolo nominato dal segretario fascista locale Ugo Ducci, che per anni terrorizzò la popolazione.
Il 7 maggio 1938 il Cecchi sciolse le sottosezioni di Brozzi e San Donnino, l'associazione si limitò a svolgere i soli lavori di manutenzione e del pronto soccorso. Il 24 ottobre il Cecchi relazionò con un lungo discorso la nuova politica della S.V.S. Con già sciolte la società corale e la banda musicale Giuseppe Verdi di Peretola e l'insediamento dei fascisti della fratellanza popolare s'impoverì la vita associativa della zona la quale si era spostata tutta quasi interamente alla casa del fascio.

### Seconda guerra mondiale
Per adempiere alle urgenze, i militi si spingevano oltre al coprifuoco mettendo a repentaglio la propria incolumità. Nel 1944 vi furono i drammi maggiori: da Peretola fino a San Donnino dove le truppe tedesche in ritirata si scontrarono con gli angloamericani appostati sulla riva sud dell'Arno.
Il 9 agosto i tedeschi minarono il campanile della chiesa di Sant'Andrea a Brozzi distruggendo gran parte della struttura ecclesiale, il 12 agosto stessa sorte per Santa Lucia alla Sala, intanto gli alleati dall'altra parte del fiume cannoneggiavano l'intera fascia dei borghi creando gravi danni alla popolazione e agli edifici. La chiesa di Peretola venne colpita da cinque cannonate, a Quaracchi fu colpita la chiesa di San Pietro e completamente distrutto il convento delle suore francescane e furono distrutte tantissime abitazioni del borgo. I tedeschi minarono il ponte alle Mosse e quello di San Donnino, la passerella all'Indiano non che i ponti del Fosso macinante e del Mugnone isolando completamente la zona dal resto della città. Dalla Liberazione di Firenze, l'11 agosto del 1944 si iniziò la conta delle vittime e il soccorso dei feriti, nella riconquistata sede della S.M.S. I volontari organizzarono un ospedale e con i pochi mezzi disponibili cercano d'assicurare il trasporto dei malati e la ricerca dei medicinali.

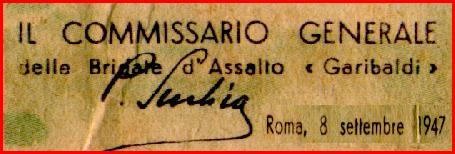
Particolare del diploma

Il 30 agosto un gruppo di peretolini con una bandiera bianca decise di attraversare l'Arno per avvisare gli americani che l'area era già sgombra dai tedeschi, il gruppo fu accolto con diffidenza e trattenuto, così un altro gruppo gli fece seguito e, con bandiera bianca, traversò l'Arno per confermare la situazione.
Nel settembre del 1947 La Società Volontaria di Soccorso di Peretola, che aveva assunto un ruolo importante nella lotta per la liberazione, venne insignita della medaglia garibaldina.

### Dal dopoguerra alla fine del XX secolo
A partire dal 1945 si ricostruì il servizio della Fratellanza Popolare di Peretola con la sua sede divenuta casa del popolo ospitando altre associazioni come: Associazione Nazionale Partigiani Italiani, Democrazia Cristiana, Partito Socialista Italiano, Partito Comunista Italiano, Unione Donne Italiane. Nel 1947, a partire dall'11 marzo viene composta la commissione elettorale per la formazione del nuovo consiglio, si inaugura una nuova autoambulanza (20 giugno) e sempre nello stesso anno l'associazione riceve dal comune di Firenze un piccolo immobile in via San Biagio a Petriolo dove vengano allestiti degli studi medici.
Il 1950 è il 50º anniversario della fondazione, al quale partecipano con le loro ambulanze e gonfaloni le associazioni consorelle della provincia di Firenze. Nel 1955 viene acquistata una nuova autoambulanza chiamata dai militi Canarona, sempre nello stesso anno la fratellanza acquista un'ex fabbrica in via di Peretola 68, dove realizza la sua nuova e attuale sede. Con l'acquisto del terreno circostante si ebbe un facile accesso sulla via Pratese, col tempo l'associazione poté così aumentare i propri servizi ambulatoriali e di soccorso con nuovi corsi, disponendo di un grande resede adatto alla manifestazioni e spettacoli popolari. Con atto notarile del 25 ottobre del 1957 si sancisce il titolo all'associazione di Fratellanza Popolare Associazione Volontaria di Soccorso, scatenando non poche polemiche in quanto interpretata come espressione di sinistra.

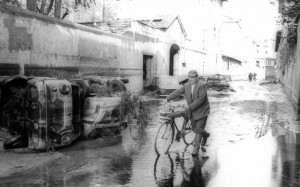
Fotografia scattata durante l'alluvione del '66

Notevole fu l'assistenza nell'area di Brozzi e Peretola durante i giorni dell'alluvione di Firenze del 4 novembre 1966, dove in alcuni punti delle Sciabbie l'acqua ristagnò per diversi giorni. Vennero effettuati servizi di salvataggio e di emergenza medica, presso la sede venne organizzata la distribuzione generi alimentari, farmaci, reti, materassi, stufe a cherosene ed altro utile agli alluvionati.

## Attività
Comprende essenzialmente servizi di pronto soccorso, ma anche collegati ad attività di protezione civile e sociali.
Per molti decenni una delegazione della Fratellanza Popolare ha reso omaggio, ogni 25 aprile, all'assassinio di Bruno Cecchi da parte dei fascisti al masso della Gonfolina. Ogni anno all'A.N.P.I. di Peretola l'associazione mette a disposizione un pulmino per partecipare ai raduni commemorativi nei luoghi significativi per la lotta alla liberazione: monte Giovi, Pian d'Albero, La Futa ed altri.
Dal 1999 la Fratellanza Popolare di Peretola Impresa Sociale dispone di un poliambulatorio medico per visite specialistiche e di base in via Caduti di Cefalonia, a Novoli, e nella sede di Peretola, presso le sedi sono attivi servizi per iniezioni e flebo.

### Gruppo protezione civile

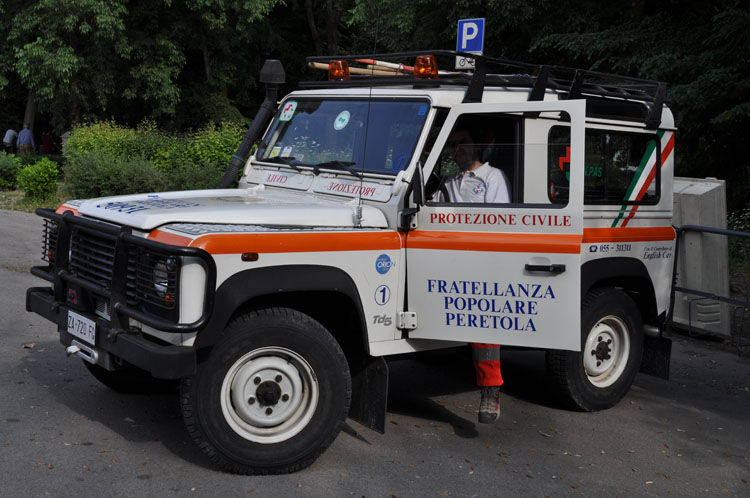
Mezzo Land Rover per la Protezione civile

L'associazione fa parte del Dipartimento della protezione civile facente capo al Ministero dell'interno e gestita tra le amministrazioni regionali, provinciali e comunali. L'associazione viene chiamata dai rispettivi enti per l'adempimento sia di servizi di natura ordinaria in base alle stagioni: aiuto agli automobilisti durante gli esodi estivi e supporto alle autobotti per incendi estivi, rimozione rami con motoseghe o acqua tramite idrovore dalle sedi stradali durante i mesi piovosi e spalare la neve, spargere il sale e aiutare gli automobilisti finiti fuori strada nei mesi particolarmente freddi.
I volontari svolgono regolarmente un servizio di supporto allo stadio A. Franchi di Firenze per le partite casalinghe della Fiorentina ed altre manifestazioni sportive annuali cittadine come: maratona, Corri la vita, oltre altre manifestazioni di qualsiasi tipo che l'ente amministrativo ne chieda supporto e servizio. Il gruppo di Protezione Civile della Fratellanza Popolare di Peretola dispone di una jeep 4x4 Land Rover Defender, una barca a remi, un gommone a motore (ormeggiato sul lago di Bilancino), una cucina da campo, una torre faro, motoseghe, idrovore e un gruppo energetico. Può disporre di autoambulanze o mezzi attrezzati del comparto sanitario dell'associazione per maxi-emergenze.

### Gruppo donatori di sangue
Nel 1972 si organizza all'interno dell'associazione un gruppo di donatori di sangue affiliato all'AVIS, per favori la convenzione con il centro trasfusionale di Careggi e di Torregalli, istituzione laica, oggi l'associazione è legata all'A.N.P.A.S.
Nel 1990 il gruppo, presso la sede, realizzò un piccolo centro trasfusionale attrezzato su autoemoteca per prelievi, successivamente venne attrezzato un ambulatorio, dove ogni seconda domenica del mese vengono effettuati i prelievi in accordo diretto con il Nuovo Ospedale di San Giovanni di Dio.
Ai donatori che superano le quaranta donazioni, l'associazione, quale riconoscimento all'opera benemerita, conferisce una medaglia d'oro.

### Settore sanitario ed emergenza sanitaria territoriale

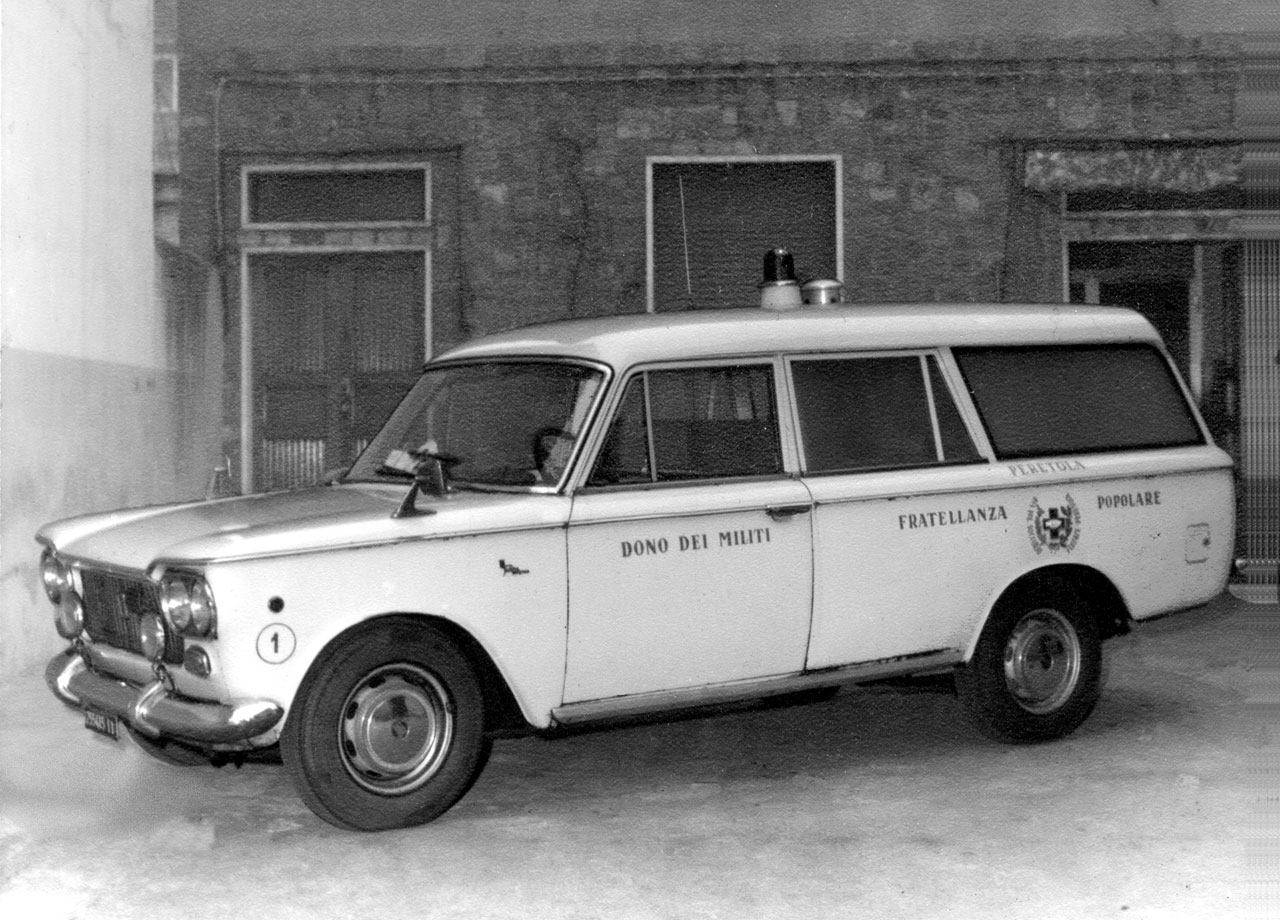
Ambulanza del 1965

Già noto il servizio di trasporto malati con carri lettiga: prima condotti a mano e quindi a cavalli per poi arrivare alle autoambulanze. La Fratellanza Popolare si è sempre adoperata in questo, anche prima della sua fondazione come associazione di mutuo soccorso nel portare gli indigenti dalle proprie abitazioni e viceversa.
Nel 1985 85º anniversario della fondazione, dalla sede di Peretola inizio il suo servizio d'emergenza la S.P.A.M.U., un'ambulanza con medico a bordo 24 su 24, 7 giorni su 7, che interveniva, da prima su richiesta del cittadino alla singola chiamata, poi nel 1986 dal servizio comunale di smistamento per servizi d'emergenza - Urgenza di Via della Loggetta, fino al 1992 quale divenne Centrale Operativa 118 Firenze Soccorso, sito in lungarno Santa Rosa, adoperando il numero unico per l'emergenza sanitaria 118.

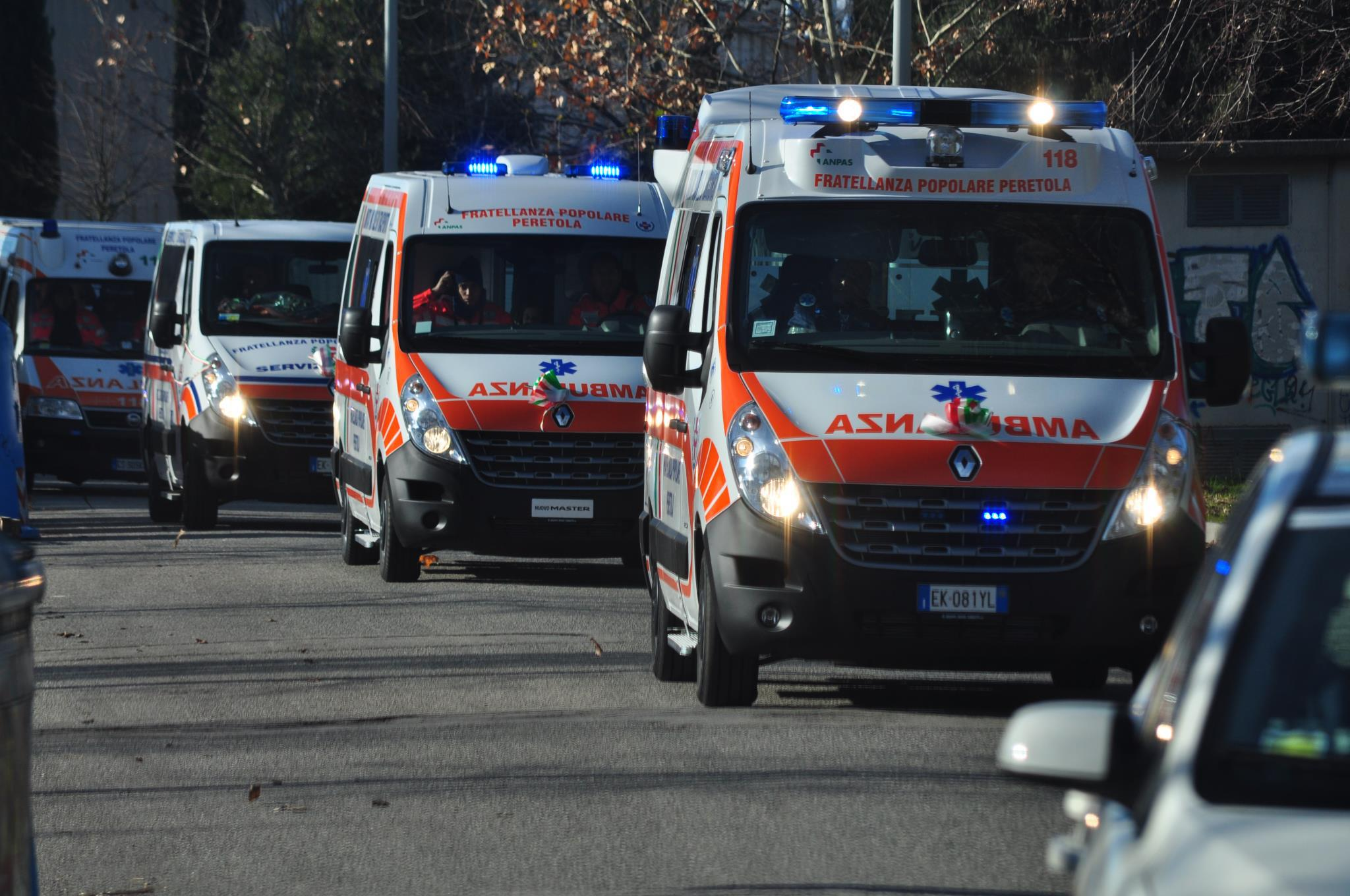
Ambulanze dell'associazione

Dall'anno 2000 la centrale operativa decise l'inserimento di infermieri addestrati e formati (area critica, disaster manager) su alcune postazioni occupate dai medici per il servizio d'emergenza, una di questa fu Peretola che per qualche mese ruotò con il servizio da parte dei medici durante giorno e degli infermieri durante la notte, fino a che questi ultimi ebbero la totalità di copertura del servizio, denominando l'ambulanza da S.P.A.M.U. (Servizio Pubbliche Assistenza Medico Urgente, per la centrale operativa detta Alpha) a India 4 (dove india nel alfabeto fonetico NATO significa I, quindi infermieristica). L'unità mobile di soccorso India 4 è operativa 24 ore su 24 tutti i giorni dell'anno.

## Associazioni derivate

### Fratellanza Popolare Valle del Mugnone
Nel 1946 viene creata una Società di trasporto ammalati di Caldine, che però di fatto non faceva altro se non coordinare il servizio che veniva materialmente effettuato dalla Misericordia di Firenze e dalla Fratellanza Militare.
Nel 1965 si decide di fondare una associazione autonoma, con la disponibilità solidale della Fratellanza Militare e della Fratellanza Popolare di Peretola, con il nome di Associazione trasporto ammalati, poi presto mutato in Fratellanza Popolare Valle del Mugnone alle Caldine.

### Fratellanza Popolare di San Donnino
Il 24 maggio 1973 la Fratellanza Popolare di Peretola lascia il servizio locale alla squadra di San Donnino, la quale acquisisce la propria autonomia economica e direzionale. Alla sede di San Donnino venne lasciata la proprietà dell'immobile dotata di sala da ballo costruita dai militi ed un'autoambulanza.

## Galleria d'immagini

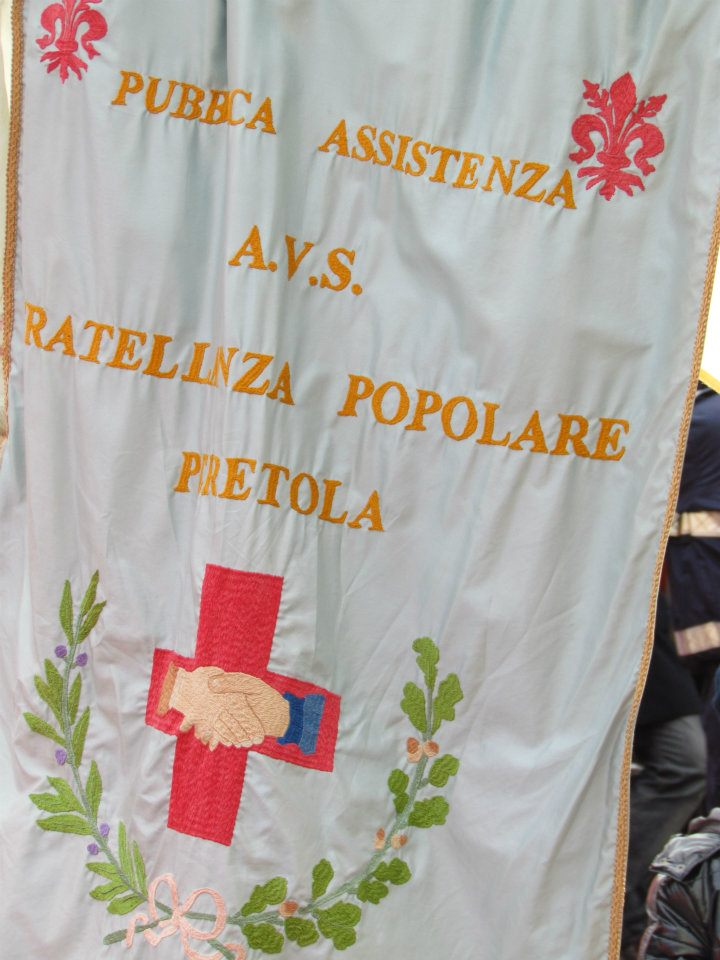
Il gonfalone dell'associazione
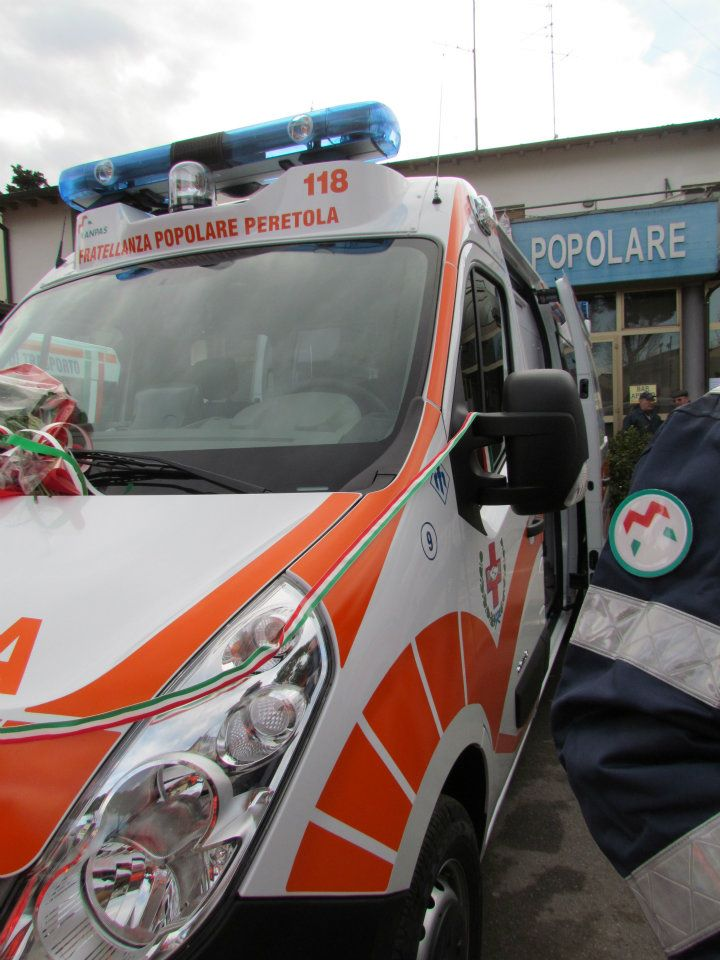
Inaugurazione mezzo per l'emergenza territoriale
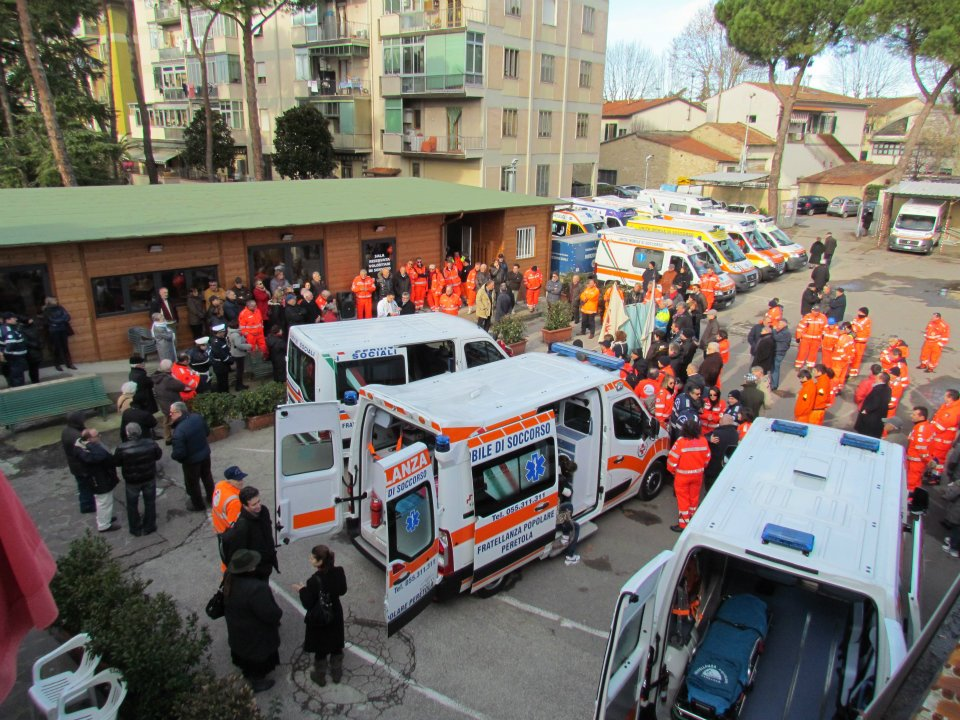
Inaugurazione mezzi del 6 gennaio 2012